# Kurt Baschwitz

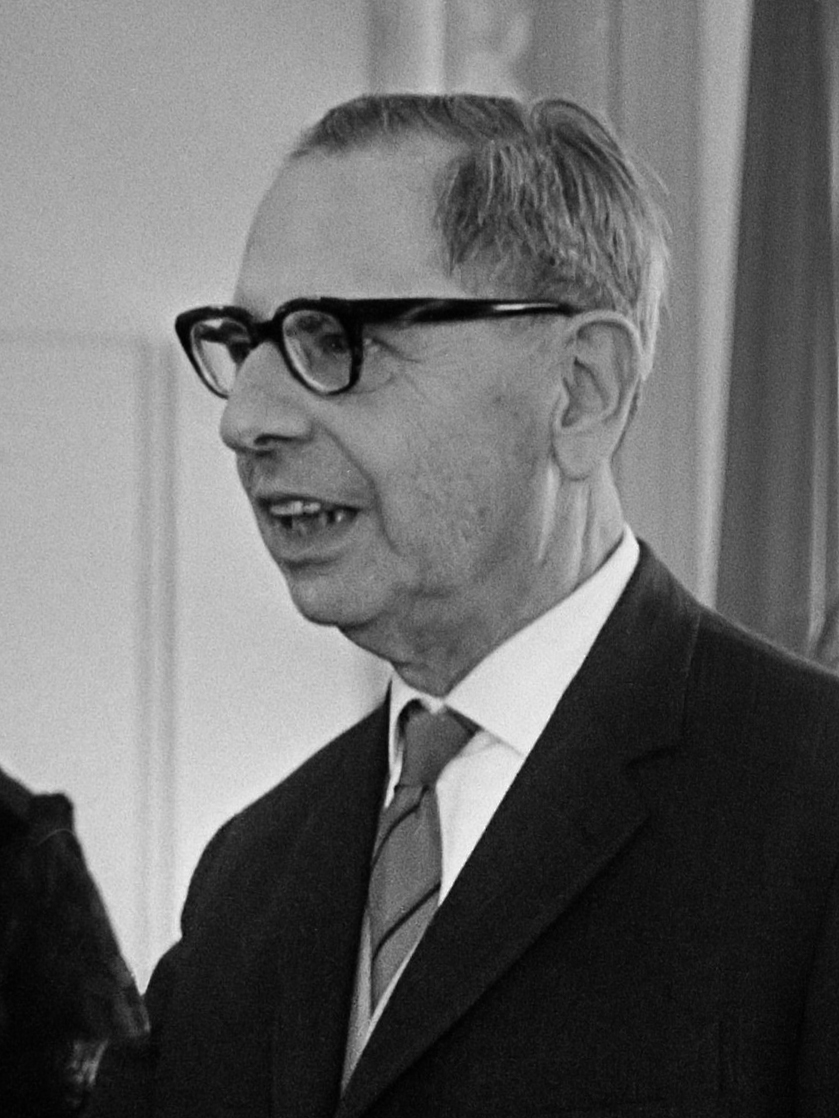
Kurt Baschwitz (1966)

Siegfried Kurt Baschwitz, beter bekend onder de naam Kurt Baschwitz (Offenburg, 2 februari 1886 – Amsterdam, 6 januari 1968), was een Duits-Nederlandse journalist, socioloog en mediawetenschapper. Hij studeerde aan een aantal Duitse universiteiten, o.a. in Heidelberg en Berlijn, eerst medicijnen en later rechten en economie. Als econoom promoveerde hij in 1908 in München op Die Organisation der städtischen Haus- und Grundbesitzer in Deutschland.
Baschwitz huwde in 1919 met Erna Thiessen, uit dit huwelijk werden drie kinderen geboren. Het paar scheidde in 1933, waarna Baschwitz in 1958 huwde met Ilse Scholz. In de jaren vijftig werd hij een centrale figuur in een nieuw opgerichte internationale vereniging voor "publicistiek" en haar congressen. Hij richtte het internationale wetenschappelijke tijdschrift Gazette op en speelde een sleutelrol bij de voorbereiding van de International Association of Mass Communication Research IAMCR - instellingen die nog steeds bestaan.
Tegenwoordig is hij bekend als grondlegger van de in 1985 officieel erkende studierichting communicatiewetenschappen. In 2017 verscheen in het Engels en Nederlands een uitvoerige monografie over zijn leven, werk en tijd.

## Vervolging
Nadat hij in april 1933 als hoofdredacteur van het uitgeversorgaan Zeitungs-Verlag (ZV) in Berlijn was ontslagen, moest hij als kind van joodse ouders naar het buitenland vluchten en vertrok naar Nederland.
Hij werkte in Amsterdam ook voor Alfred Wiener die onderzoek deed naar de opkomst van het antisemitisme en bij het Internationaal Instituut voor Sociale Geschiedenis. In maart 1935 kon hij als privaatdocent voor de Geschiedenis van het Dagbladwezen aan de Faculteit der Letteren en Wijsbegeerte van de Universiteit van Amsterdam beginnen. Toen Nederland in mei 1940 door Duitse troepen werd bezet, moest Baschwitz onderduiken. Onder het pseudoniem Casimir K. Visser bleef hij ook tijdens de bezettingsperiode als journalist actief en publiceerde onder andere de studie Van de heksenwaag te Oudewater en andere te weinig bekende zaken (1941). Over de Heksenwaag te Oudewater maakte hij duidelijk dat dit een lucratieve onderneming betrof die ten tijde van de heksenvervolgingen in Europa op grote schaal voorzag in "niet-heks-verklaringen", plechtige oorkondes waarmee onschuldigen tegen betaling konden ontkomen aan gerechtelijke dwalingen. 
Baschwitz zou ¨de moorddadige geestesverbijstering¨ van de heksenvervolgingen betitelen als ¨een verdrongen complex van de westerse wereld¨. Als overlevende van de Jodenvervolging beschouwde hij de heksenvervolgingen als het meest voor de hand liggende vergelijkingsobject voor de massale verschijnselen van verstandsverbijstering.
Hoewel hij zich tijdens de Bezetting slechts zelden op straat waagde, kwam hij terecht in een straatrazzia en werd naar kamp Westerbork overgebracht om daarvandaan naar een van de vernietigingskampen in het oosten te worden getransporteerd. Zijn dochter Isa gelukte het echter hem tijdig, met behulp van een combinatie van zowel echte als vervalste papieren, uit het kamp te bevrijden. Tot de bevrijding van Amsterdam lukte het Baschwitz zich verder verborgen te houden; zijn dochter ging bij het verzet.

## Hoogleraar
Na de oorlog was hij werkzaam als buitengewoon hoogleraar aan de nieuwe Faculteit der Politieke en Sociale Wetenschappen van de UvA (1948), om op 1 augustus 1952 ten slotte benoemd te worden tot gewoon hoogleraar in perswetenschap en massapsychologie aan deze faculteit. In 1957 ging hij met emeritaat.
In zijn eigen ogen zijn magnum opus, Hexen und Hexenprozesse. Die Geschichte eines Massenwahns und seiner Bekämpfung, gebaseerd op zijn eerder verschenen Nederlandstalig werk De strijd met den duivel. De heksenprocessen in het licht der massapsychologie (1948), verscheen in 1963 en werd in diverse talen vertaald.

## Denkend mens en menigte
In de tweede editie van zijn Denkend mens en menigte  geeft hij een historisch overzicht van de visies van alle belangrijke auteurs die boeken publiceerden over massapsychologie: Scipio Sighele, Gabriel Tarde, Gustave le Bon, Wilfred Trotter, William McDougall, Sigmund Freud en anderen. Hij beaamt hierin grotendeels het inzicht van le Bon maar ziet hierin tevens een te grove afrondingsfout over de massa. Baschwitz stelt dat de massavorming is opgebouwd uit meerdere identiteiten, in het bijzonder de immorele voorhoede die het kwaad aanricht (bij bestormingen) en wat hij noemt ‘de stomme paniek’ van de daadwerkelijke massa die meer verwonderd, nieuwsgierig is en uit zelfbehoud zich stil houdt en niets doet. Baschwitz waarschuwt tevens voor wat hij betitelde als "de Macht van de Domheid". Daarbij grijpt hij vooral terug op stellingen vande Spaanse filosoof Ortega y Gasset uit diens werk De opstand der horden (1930) en passages uit Mein Kampf van Adolf Hitler (1925).
Baschwitz meende overigens zelf dat het doorgaans, onder normale omstandigheden, met het gevaar van de massale domheid wel zou loslopen. Dit is een vreemde conclusie want de massavormingen zoals beschreven worden door Sighele, Le Bon en Trotter gaan juist over het gevaar van massagedrag bij uitzonderlijke omstandigheden (de revolutie, de oorlog, de pest, etc.).